# آدام آرتور
آدام آرتور (انگلیسی: Adam Arthur؛ زادهٔ ۲۷ اکتبر ۱۹۸۵) بازیکن فوتبال اهل بریتانیا است.
از باشگاه‌هایی که در آن بازی کرده‌است می‌توان به باشگاه فوتبال یورک سیتی و باشگاه فوتبال اوست تاون اشاره کرد.